# Dōji Morita
Dōji Morita (japanisch 森田 童子, Morita Dōji; * 15. Januar 1952 in Tokio; † 24. April 2018 in Tokio) war eine japanische Psychedelic-Folk-Singer-Songwriterin.

## Karriere
Ihr erstes Album Good-bye nahm sie 1975 auf, nachdem ihr Freund ums Leben kam. In den darauf folgenden Jahren nahm sie weitere Alben auf, bis sie 1983 mit dem Abschlusskonzert zu Wolf Boy in Tokio ihre musikalische Laufbahn beendete. In der japanischen Fernsehserie Kōkō Kyōshi von 1993 sowie in deren Remake von 2003 wurde das Lied Boku-tachi no Shippai von ihrem zweiten Album Mother Sky als Titellied verwendet, woraufhin jeweils ein Best-of-Album veröffentlicht wurde.

## Diskografie

### Alben
| Jahr | Titel                                                                                    | Höchstplatzierung, Gesamtwochen, AuszeichnungChartsChartplatzierungen (Jahr, Titel, Platzierungen, Wochen, Auszeichnungen, Anmerkungen) | Anmerkungen                                         |
| Jahr | Titel                                                                                    | JP | Anmerkungen                                         |
| ---- | ---------------------------------------------------------------------------------------- | --- | --------------------------------------------------- |
| 1975 | Good Bye (グットバイ)                                                                    | JP81 (3 Wo.)JP | Erstveröffentlichung: 1975                          |
| 1976 | Mother Sky                                                                               | JP89 (3 Wo.)JP | Erstveröffentlichung: 1976                          |
| 1977 | A Boy (ア・ボーイ)                                                                       | JP92 (2 Wo.)JP | Erstveröffentlichung: 1977                          |
| 1978 | Live in St. Mary’s Cathedral, Tokyo (東京カテドラル聖マリア大聖堂録音盤)                 | JP85 (2 Wo.)JP | Erstveröffentlichung: 1978 Livealbum                |
| 1980 | The Last Waltz (ラスト・ワルツ)                                                          | JP97 (2 Wo.)JP | Erstveröffentlichung: 1980                          |
| 1982 | Nocturne (夜想曲（やそうきょく）)                                                        | JP101 (2 Wo.)JP | Erstveröffentlichung: 1982                          |
| 1983 | Wolf Boy (狼少年)                                                                        | JP104 (2 Wo.)JP | Erstveröffentlichung: 1983                          |
| 1993 | ぼくたちの失敗～森田童子ベストコレクション～ Our Failures ~Morita Doko Best Collection~  | JP1 Gold · (14 Wo.)JP | Erstveröffentlichung: 10. März 1993 Kompilation     |
| 1993 | 東京カテドラル聖マリア大聖堂録音盤 Tokyo Cathedral St. Mary’s Cathedral Recording Disc   | — | Erstveröffentlichung: 10. April 1993                |
| 1993 | たとえばぼくが死んだら/ベスト・コレクションII For Example, if I Die / Best Collection II | — | Erstveröffentlichung: 11. November 1993 Kompilation |
| 2016 | 友への手紙 森田童子自選集 Letter to a Friend Morita Doko Self-Selected Works             | JP84 (3 Wo.)JP | Erstveröffentlichung: 20. Juli 2016                 |

grau schraffiert: keine Chartdaten aus diesem Jahr verfügbar

### Singles
| Jahr | Titel Album                                      | Höchstplatzierung, Gesamtwochen, AuszeichnungChartsChartplatzierungen (Jahr, Titel, Album, Platzierungen, Wochen, Auszeichnungen, Anmerkungen) | Anmerkungen                            |
| Jahr | Titel Album                                      | JP | Anmerkungen                            |
| ---- | ------------------------------------------------ | --- | -------------------------------------- |
| 1993 | ぼくたちの失敗 Our Failures –                    | JP5 ×2Doppelplatin · (22 Wo.)JP | Erstveröffentlichung: 25. Januar 1993  |
| 1993 | たとえば ぼくが死んだら For example, if I die, – | JP27 (6 Wo.)JP | Erstveröffentlichung: 10. Oktober 1993 |